# Lucille Hegamin
Lucille Hegamin, geboren als Lucille Nelson (Macon, 29 november 1894 - New York, 1 maart 1970), was een Amerikaanse blueszangeres. Ze was na Mamie Smith de tweede Afro-Amerikaanse vrouw, die bluesopnamen maakte in 1920.

## Biografie
Al op 15-jarige leeftijd was Lucille Nelson onderweg met minstrel shows in het zuiden van de Verenigde Staten. Ze werd bekend als 'the Georgia Peach'. In 1914 vestigde ze zich in Chicago, waar ze werkte met Tony Jackson en Jelly Roll Morton. Ze trouwde met de pianist Bill Hegamin. In 1918 verhuisde het echtpaar Hegamin naar Los Angeles, in het jaar daarna naar New York. Bill Hegamin leidde de begeleidingsband Blue Flame Syncopators van zijn echtgenote. In augustus 1920 nam Lucille Hegamin de nummers The Jazz Me Blues en Everybody's Blues op voor Arto Records, die zeer goed werden verkocht. In 1921 nam ze, ook met de Blue Flame Syncopators, de Arkansas Blues en I'll Be Good But I'll Be Lonesome op, een van de populairste platen van het jaar. In hetzelfde jaar toerde ze in Pennsylvania, West Virginia en Ohio. Er volgden in de opvolgende jaren verdere plaatopnamen, deels onder het pseudoniem The Cameo Girl. Met He May Be Your Man, But He Comes to See Me Sometimes scoorde ze in 1922 een verdere hit. In hetzelfde jaar zong ze verder in de New Yorkse opvoering van Shuffle Along.
Vanaf 1926 trad ze op in verschillende revues. In 1928 nam ze, begeleid door J. Russel Robinson, Always Be Careful Mama und Reckless Men op. In 1929 had ze een radioprogramma in New York. Rond 1934 trok ze zich terug uit de muziekbusiness en werkte ze als verpleegster. 

## Overlijden
Lucille Hegamin overleed in maart 1970 op 75-jarige leeftijd in New York. Ze is bijgezet in Brooklyn.

## Discografie
- 1995: Complete Recorded Works, Vol. 1: 1920–1922 (Document Records)
- 1995: Complete Recorded Works, Vol. 2: 1922–1923 (Document Records)
- 1995: Complete Recorded Works, Vol. 3: 1923–1932 (Document Records)
- 1998: Complete Recorded Works, Vol. 4: 1920–1926 (Document Records)

- Bibliothèque nationale de France: cb16985911j (data)
- Gemeinsame Normdatei: 135118212
- International Standard Name Identifier: 0000 0000 5551 312X
- Library of Congress Control Number: no97045507
- MusicBrainz: 99c531cf-8e1c-454e-b65a-5f48eb1e96f5
- SNAC: w6bk2tf9
- Système universitaire de documentation: 196811228
- Virtual International Authority File: 29138865
- WorldCat: E39PBJtgYGQrXqgRGffVVwvWDq